# Maewo
Maewo (o Maéwo) es una isla de Vanuatu situada en la provincia de Penama, 150 kilómetros al este de la isla de Espíritu Santo. Está situada cerca de las islas de Ambae y de la de Pentecostés. Sus dimensiones son 47 kilómetros de largo por seis de ancho, con un área total de 269 kilómetros cuadrados. El punto más alto de la isla se sitúa a 795 metros sobre el nivel del mar. En 2009, la isla contaba con una población de 3569 habitantes.
Maewo es la isla de mayor tasa de lluvia de Vanuatu, superando los 2.500 mm por año. Debido a esta circunstancia, la isla es fértil y abundante en vegetación. La caída de la lluvia también hace que el agua dulce sea abundante en la isla y que se formen cascadas.

## Historia
El primer avistamiento registrado de la isla de Maewo por los europeos fue realizado por la expedición española de Pedro Fernández de Quirós a finales de abril de 1606. La cartografiaron como Aurora  (la luz del amanecer en español).